# Brazuca

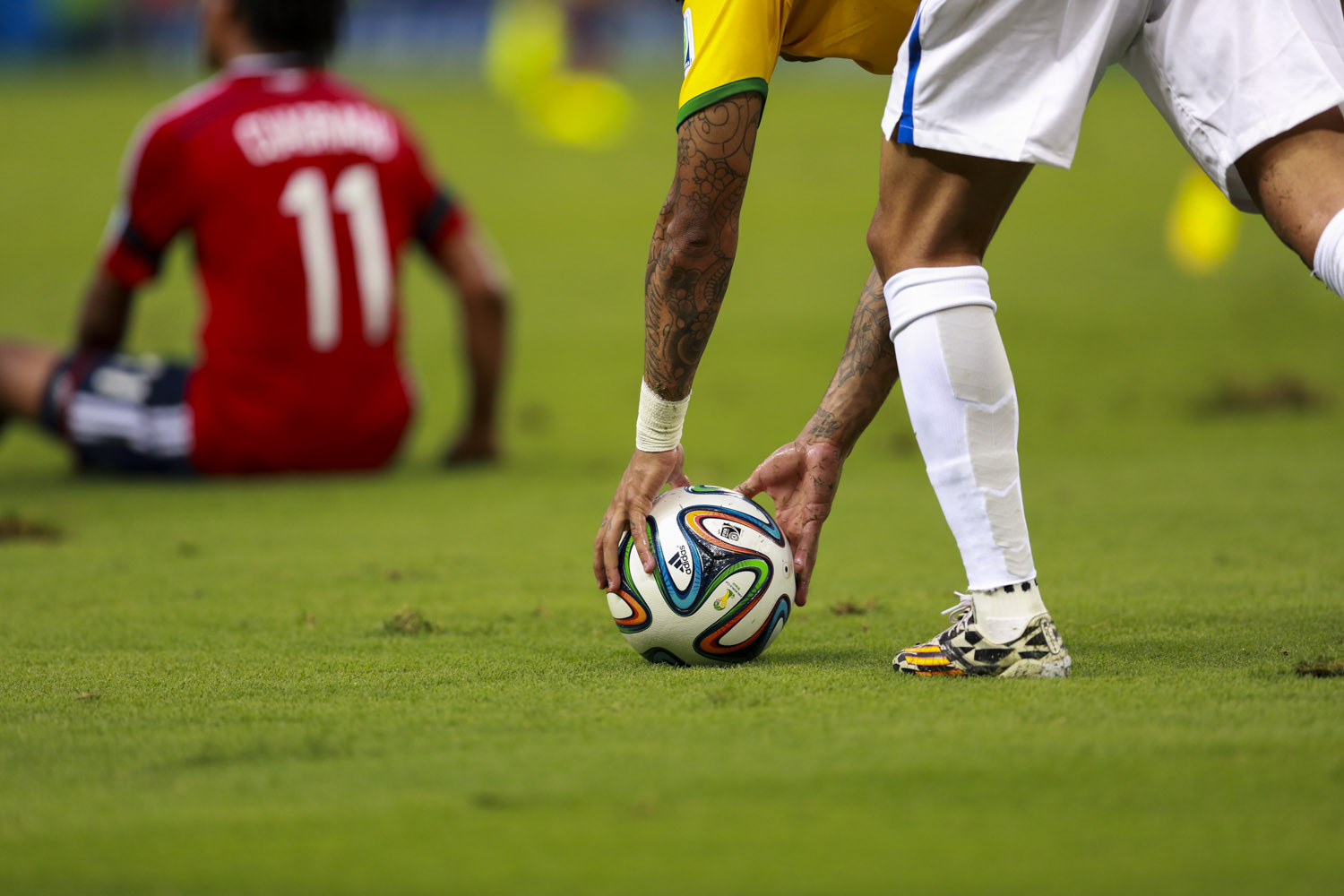
Brazuca beim Spiel Brasilien-Kolumbien während der WM 2014

Brazuca ist der Name des offiziellen Spielballs der Fußball-Weltmeisterschaft 2014.

## Name
Der Name Brazuca wurde erstmals aus drei Vorschlägen durch eine Abstimmung von über einer Million Internetteilnehmern im Austragungsland Brasilien ausgewählt. Er soll für das „brasilianische Lebensgefühl“ und für „Emotionen, Stolz und Herzlichkeit“ stehen.
70 % der Abstimmungsteilnehmer bevorzugten Brazuca bei der Abstimmung im August 2012 gegenüber den Alternativen Bossa Nova (nach dem gleichnamigen Musikstil) und Carnavalesca (in Anlehnung an den brasilianischen Karneval). Zum Zeitpunkt der Wahl waren weder Aussehen noch Eigenschaften des Balls bekannt, weil er zu dieser Zeit noch in der Entwicklungsphase gewesen sein soll.

## Entwicklung, Präsentation und Produktion
Die Entwicklung des Brazuca dauerte laut Angaben des Herstellers Adidas insgesamt über zwei Jahre. Berücksichtigt werden sollten die geographischen und klimatischen Besonderheiten Brasiliens. Der Spielball wurde zahlreichen Tests ausgesetzt. Dazu gehörten Schleudergänge in einer Waschmaschine, um die Regentauglichkeit zu prüfen, und ein Dauertest mit Robotern.

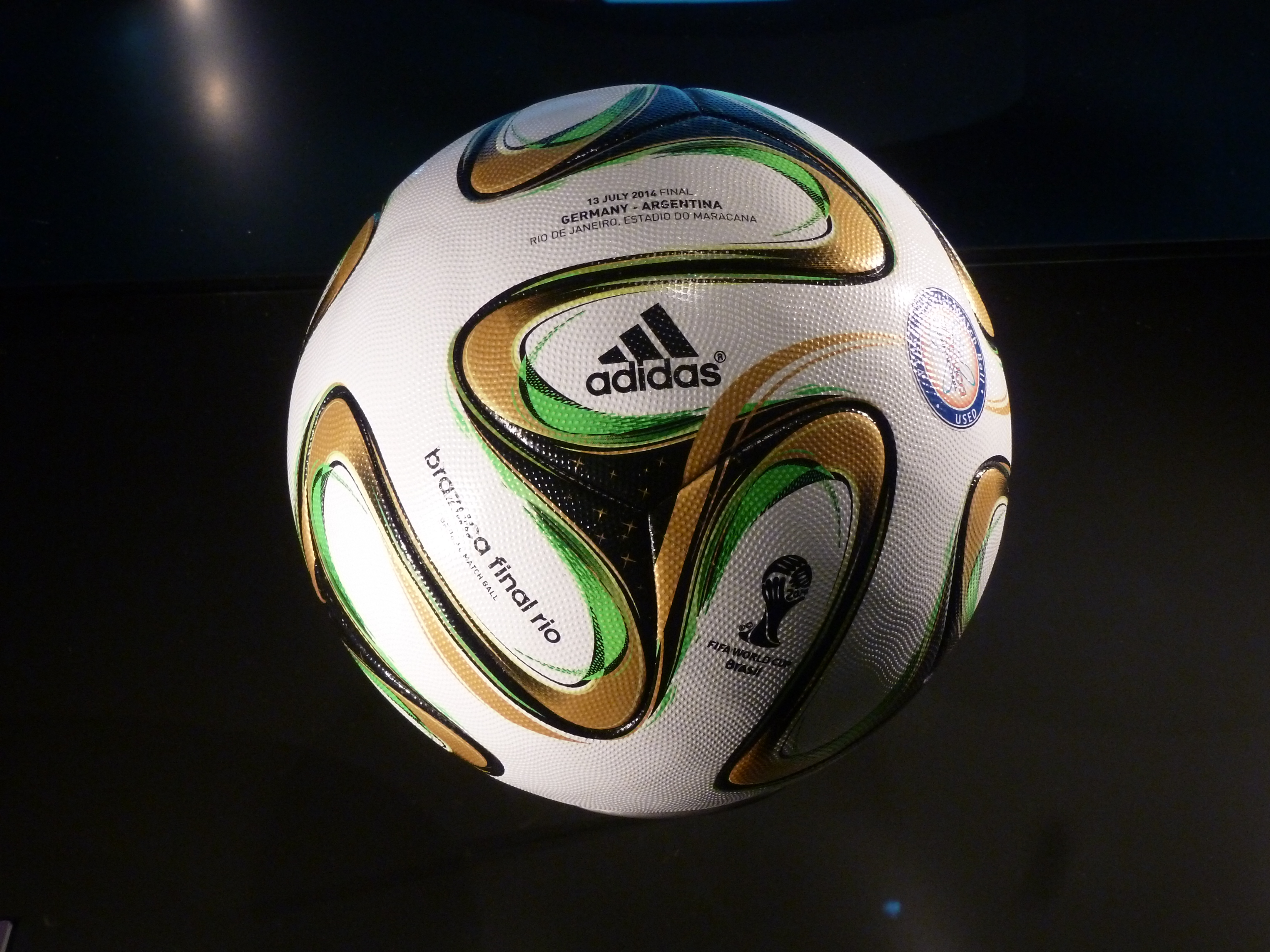
Brazuca 2014 (Finalball)

Der Ball wurde am 3. Dezember 2013 in Rio de Janeiro durch den Fußball-Weltverband präsentiert. Charakteristisch sind die bunten Farben und das Schleifenmuster. Das Design des Endspiel-Balls Brazuca Final Rio wurde am 29. Mai 2014 vorgestellt; es lehnt sich an die grün-goldene Farbgebung des WM-Pokals an.
Produziert wird der Ball im südchinesischen Shenzhen vom Zulieferer Long Way Enterprise für den deutschen Sportartikelhersteller Adidas.

## Eigenschaften und Aufbau
Die offizielle Version des Brazuca ("Official Match Ball") wiegt 437 Gramm, hat einen Umfang von 69 cm (Größe 5) und ist an der Oberfläche aus sechs kongruenten Elementen (sogenannte Panels) in Form vierflügeliger Propeller zusammengesetzt. Die Blase im Inneren des Balls besteht aus Butylkautschuk, der mit einer Karkasse aus aufgeklebten Stoffelementen verstärkt wird. Die Panels bestehen aus fünf verschiedenen Polyurethan-Schichten und werden in mehreren Schritten mit Klebstoff unter Hitzeeinwirkung mit der verstärkten Blase verbunden. Laut Hersteller nimmt der Ball maximal 0,2 % seines Eigengewichts an Wasser auf. Die gesamte Oberfläche ist mit einer fein strukturierten Noppenprägung versehen, die dem Ball mehr Griffigkeit und verbesserte Ballkontrolle verleihen soll. Aufgrund tieferer (1,56 mm gegenüber 0,48 mm) und längerer (327 cm gegenüber 203 cm) Nähte konnten die Flugeigenschaften im Vergleich zum Vorgängermodell Jabulani verbessert werden.

## Versionen
Unter dem Namen Brazuca bietet der Hersteller verschieden benannte Versionen in unterschiedlichen Preisklassen und Größen sowie für unterschiedliche Bodenbeläge an. Die Bälle unterscheiden sich dabei technisch hinsichtlich ihres Aufbaus und optisch durch Variation der Farbgestaltung.
| Bezeichnung (gemäß Aufdruck)                | Größen | Bemerkungen |
| ------------------------------------------- | ------ | --- |
| Official Match Ball                         | 5      | FIFA approved (A)                                                                                                   |
| Final Rio - Official Match Ball             | 5      | FIFA approved (A)                                                                                                   |
| Match Ball Replica Top Replique             | 5      | FIFA inspected (I)                                                                                                  |
| Match Ball Replica Mini                     | 0, 1   | Miniball, Umfang ca. 40 cm, genäht                                                                                  |
| Final Rio - Match Ball Replica Top Replique | 4, 5   | FIFA inspected (I)                                                                                                  |
| Final Rio - Match Ball Replica Mini         | 0, 1   | Miniball, Umfang ca. 40 cm, genäht                                                                                  |
| Official Match Ball Powerorange             | 5      | Winterball, FIFA approved (A, Größe 5), nicht in Deutschland erhältlich                                             |
| Match Ball Replica Competition              | 4, 5   | FIFA approved (A, Größe 5), klassische Form aus 32 Fünf- und Sechsecken, genäht                                     |
| Match Ball Artificial Turf                  | 5      | für Kunstrasenplätze, FIFA approved (A), klassische Form aus 32 Fünf- und Sechsecken, genäht, nicht in D erhältlich |
| Match Ball Replica Artificial Turf          | 5      | für Kunstrasenplätze, FIFA inspected (I), klassische Form aus 32 Fünf- und Sechsecken, genäht                       |
| Match Ball Replica Hardground               | 4, 5   | für Ascheplätze, FIFA inspected (I, Größe 5), klassische Form aus 32 Fünf- und Sechsecken, genäht                   |
| Match Ball Replica Glider                   | 4, 5   | Trainingsball, klassische Form aus 32 Fünf- und Sechsecken, genäht, verschiedene Farbkombinationen                  |
| Match Ball Replica Top Glider               | 4, 5   | Trainingsball, nicht in D erhältlich                                                                                |
| Beach Match Ball Praia                      | 5      | Beachsoccer-Ball, FIFA approved (A), weiche Außenhülle aus 100 % Butylkautschuk, nicht in D erhältlich              |
| Match Ball Replica Praia X-Ite              | 4, 5   | Beachsoccer-Ball, weiche Außenhülle aus 100 % Butylkautschuk                                                        |
| Match Ball Replica Junior 290               | 4, 5   | Leichtball, 290 g                                                                                                   |
| Match Ball Replica Junior 350               | 4, 5   | Leichtball, 350 g                                                                                                   |
| Match Ball Sala 65                          | 4, 5   | für Futsal und Hallenfußball, FIFA approved (Größe 5), klassische Form aus 32 Fünf- und Sechsecken, genäht          |
| Match Ball Replica Sala Training            | 3, 4   | Trainingsball für Futsal und Hallenfußball                                                                          |